# Omicrabulus saganensis
Omicrabulus saganensis är en stekelart som först beskrevs av Giordani Soika 1944.  Omicrabulus saganensis ingår i släktet Omicrabulus och familjen Eumenidae. Utöver nominatformen finns också underarten O. s. corruptus.